# Ha Si-eun
Ha Si-eun (en hangul: 하시은), nacida el 28 de abril de 1981, es una actriz surcoreana.

## Biografía
Ha Si-eun se convirtió al catolicismo en 2015. Se bautizó en la catedral de Seúl y su madrina de bautizo fue la también actriz Kim Tae-hee, con quien había hecho amistad durante el rodaje de la serie Jang Ok-jung, Living by Love en 2013. El 19 de enero de 2017 se casó Kim Tae-hee, y regaló su ramo de novia a Ha Si-eun. Esta se casó a su vez en septiembre de 2018 en una ceremonia privada.

## Carrera
Está representada por la agencia K-star Entertainment.
Debutó en 2004 con un pequeño papel en la comedia juvenil en 13 capítulos Exciting Change.
En 2010 formó parte del reparto de la serie The Slave Hunters, con el papel de la mujer de Chul-woong, Lee Sun-young, que sufre de parálisis cerebral. Su difícil interpretación fue alabada por la crítica, y gracias a ella empezó a ser conocida por el público.
En 2013 protagonizó el largometraje independiente Miss Cherry's Love Puzzle, dirigido por Ha-rin Jung. También en 2013 participó en el reparto de la serie Jang Ok-jung, Living by Love, con el personaje de una de las mujeres del palacio, Uhm Shi-young.
En 2016 actuó en la serie Another Miss Oh con el personaje de Hee-ran, la mejor amiga de la protagonista (la Oh Hae-young 'corriente'), y la amistad entre los personajes se trasladó a las actrices, Seo Hyun-jin y la propia Ha Si-eun.
En 2018 actuó en la serie Goodbye to goodbye con el personaje de Hee-jin, la hermana menor de Han Sang-jin.
En 2019 fue una de los cuatro protagonistas de la serie dramática diaria de KBS A Place in the Sun, con el personaje de Deok-sil, vicepresidenta de una empresa.

## Filmografía

### Series de televisión
| Año  | Título                       | Papel                                  | Red       | Notas                                       | Ref.          |
| ---- | ---------------------------- | -------------------------------------- | --------- | ------------------------------------------- | ------------- |
| 2004 | Exciting Change              |                                        | MBC       |                                             |               |
| 2010 | The Slave Hunters            | Lee Sun-young                          | KBS       |                                             | [ 10 ]        |
| 2011 | TV Literature Hall           | Jeong Hye                              | KBS       | Dramatización de una novela de Lee Deok-jae | [ 11 ]        |
| 2012 | Steel Main Color             | Cheong Hyang                           | KBS2      |                                             | [ 12 ]        |
| 2013 | 7th Grade Civil Servant      | Lee Jin-joo                            | MBC       |                                             | [ 13 ]        |
| 2013 | Jang Ok-jung, Living by Love | Uhm Shi-young                          | SBS       |                                             | [ 14 ]        |
| 2016 | Another Miss Oh              | Kim Hee-ran                            | TVN       |                                             | [ 7 ] [ 15 ]  |
| 2017 | Meloholic                    |                                        | OCN       |                                             | [ 16 ]        |
| 2017 | The package                  | Han So-ran                             | JTBC      |                                             | [ 17 ]        |
| 2018 | Goodbye to goodbye           | Han Hee-jin                            | MBC       |                                             | [ 18 ]        |
| 2018 | The Beauty Inside            | animador en la ceremonia de premiación | JTBC      | aparición especial ep. n.º 1                | [ 19 ] [ 20 ] |
| 2019 | Babel                        | Hong Mi-seon                           | TV Chosun |                                             | [ 21 ]        |
| 2019 | A Place in the Sun           | Chae Deok-sil                          | KBS2      |                                             | [ 9 ]         |
| 2020 | Mystic Pop-Up Bar            | protagonista del filme The Gout Lovers | JTBC      | aparición especial ep. n.º 6                | [ 22 ]        |
| 2022 | Cleaning Up                  | Boo So-yeon                            | JTBC      |                                             | [ 23 ]        |
| 2023 | Brain Cooperation            |                                        | KBS2      | aparición especial                          | [ 24 ]        |

### Películas
| Año  | Título                    | Papel        | Notas | Ref.         |
| ---- | ------------------------- | ------------ | ----- | ------------ |
| 2003 | Oh Happy Day              |              |       | [ 23 ]       |
| 2007 | The Worst Man of my Life  |              |       |              |
| 2012 | Norigae                   | Yoo Yeon-soo |       | [ 25 ]       |
| 2013 | Miss Cherry's Love Puzzle | So-yeong     |       | [ 6 ] [ 12 ] |